# Zahir Ali
Zahir Ali (ur. 25 sierpnia 1987 roku w Dżakarcie) – indonezyjski kierowca wyścigowy.

## Kariera
Ali rozpoczął karierę w jednomiejscowych bolidach wyścigowych w wieku 17 lat w 2004 roku podczas startów w Azjatyckiej Formule 3, gdzie jednak nie zdobywał punktów. Rok później został wicemistrzem w Formule Asia. W późniejszych latach Indonezyjczyk pojawiał się także w stawce Azjatyckiej Formuły Renault, Azjatyckiej Formuły BMW, Światowego Finału Formuły BMW, Nikon Indy 300 F3 Challenge, Japońskiej Formuły 3, Niemieckiej Formuły 3 oraz A1 Grand Prix.